# Ponizie (obwód grodzieński)
Ponizie (biał. Паніззе, ros. Понизье) – wieś na Białorusi, w obwodzie grodzieńskim, w rejonie smorgońskim, w sielsowiecie Sinki.

## Historia
W czasach zaborów wieś i osada młyńska w okręgu wiejskim Ponizie, w gminie Bienica, w powiecie oszmiańskim, w guberni wileńskiej Imperium Rosyjskiego. W 1866 roku wieś liczyła 108 mieszkańców w 18 domach, a osada 6 mieszkańców w 1 domu.
W latach 1921–1945 wieś i kolonia leżały w Polsce, w województwie wileńskim, w powiecie oszmiańskim (od 1927 roku w powiecie mołodeckim), w gminie Bienica.
W 1931 wieś w 50 domach zamieszkiwały 303 osoby; kolonię w 1 domu 4 osoby.
Wierni należeli do parafii rzymskokatolickiej w Bienicy i prawosławnej w Zalesiu. Miejscowość podlegała pod Sąd Grodzki w Mołodecznie i Okręgowy w Wilnie; właściwy urząd pocztowy mieścił się w Zalesiu.
W wyniku napaści ZSRR na Polskę we wrześniu 1939 miejscowość znalazła się pod okupacją sowiecką. 2 listopada została włączona do Białoruskiej SRR. Od czerwca 1941 roku pod okupacją niemiecką. W 1944 miejscowość została ponownie zajęta przez wojska sowieckie i włączona do Białoruskiej SRR.
Od 1991 w składzie niepodległej Białorusi.